# ميكلوس إرديلي
ميكلوس إرديلي (بالمجرية: Erdélyi Miklós)‏ هو موزع وملحن مجري، ولد في 9 فبراير 1928 في بودابست في المجر، وتوفي بنفس المكان في 1 سبتمبر 1993.

## وصلات خارجية
- ميكلوس إرديلي على موقع IMDb (الإنجليزية)
- ميكلوس إرديلي على موقع ميوزك برينز (الإنجليزية)
- ميكلوس إرديلي على موقع أول ميوزيك (الإنجليزية)
- ميكلوس إرديلي على موقع ديسكوغز (الإنجليزية)